# Dedo em gatilho
Dedo em gatilho é um tipo de tenossinovite estenosante na qual a bainha que envolve um tendão em um dedo da mão se torna inchada ou um nódulo se forma no tendão.
Dedo no gatilho refere-se a captura ou popping de um dedo ou polegar como o paciente flexiona e estende o dedo. Os tendões que causam a flexão dos dedos estão ligados a músculos no antebraço. Esses tendões atravessam o pulso e, eventualmente, anexar os pequenos ossos dos dedos. Como o contrato músculos do antebraço, os tendões associados são puxados para a mão e punho, resultando em flexão dos dedos. Cada flexor tendonpasses através de uma série de túneis (denominado fibro-óssea canais ou polias). Estas polias manter o tendão adjacente ao ossos e articulações pequenas dos dedos da mão como o tendão desliza para trás e para frente durante a flexão dos dedos e extensionhelping para otimizar a potência e eficiência mecânica do mecanismo flexor tendon. Vários estudos analisaram as possíveis causas para o dedo no gatilho, mas a maioria não são conclusivos. Alguns têm sugerido uma relação entre as atividades que colocam pressão excessiva na palma da mão e do desenvolvimento de dedo no gatilho, mas só isso não é provável que seja o único fator. Esta condição ocorre mais freqüentemente em pessoas com diabetes, gota e artrite reumatóide.